# Station Tilff
Station Tilff is een spoorwegstation langs spoorlijn 43 in Tilff, een deelgemeente van de gemeente Esneux. Het is nu een stopplaats, sinds de loketten op 23 mei 1993 gesloten zijn.

## Treindienst
| Serie       | Treinsoort            | Route | Bijzonderheden             |
| ----------- | --------------------- | --- | -------------------------- |
| L 5550      | L-trein (NMBS)        | Liers – Luik-Guillemins – Tilff – Rivage – Marloie                                                                            |                            |
| P 7670/8670 | Piekuurtrein (NMBS)   | [ Namen – Sart-Bernard ] / [ Rochefort-Jemelle – [ Libramont ] / [ Rivage – Tilff – Luik-Guillemins – Luik-Sint-Lambertus ] ] | Rijdt alleen op werkdagen. |
| ICT 6945    | Toeristentrein (NMBS) | Liers – Luik-Guillemins – Tilff – Rivage – Marloie                                                                            | Rijdt in juli en augustus. |

## Galerij

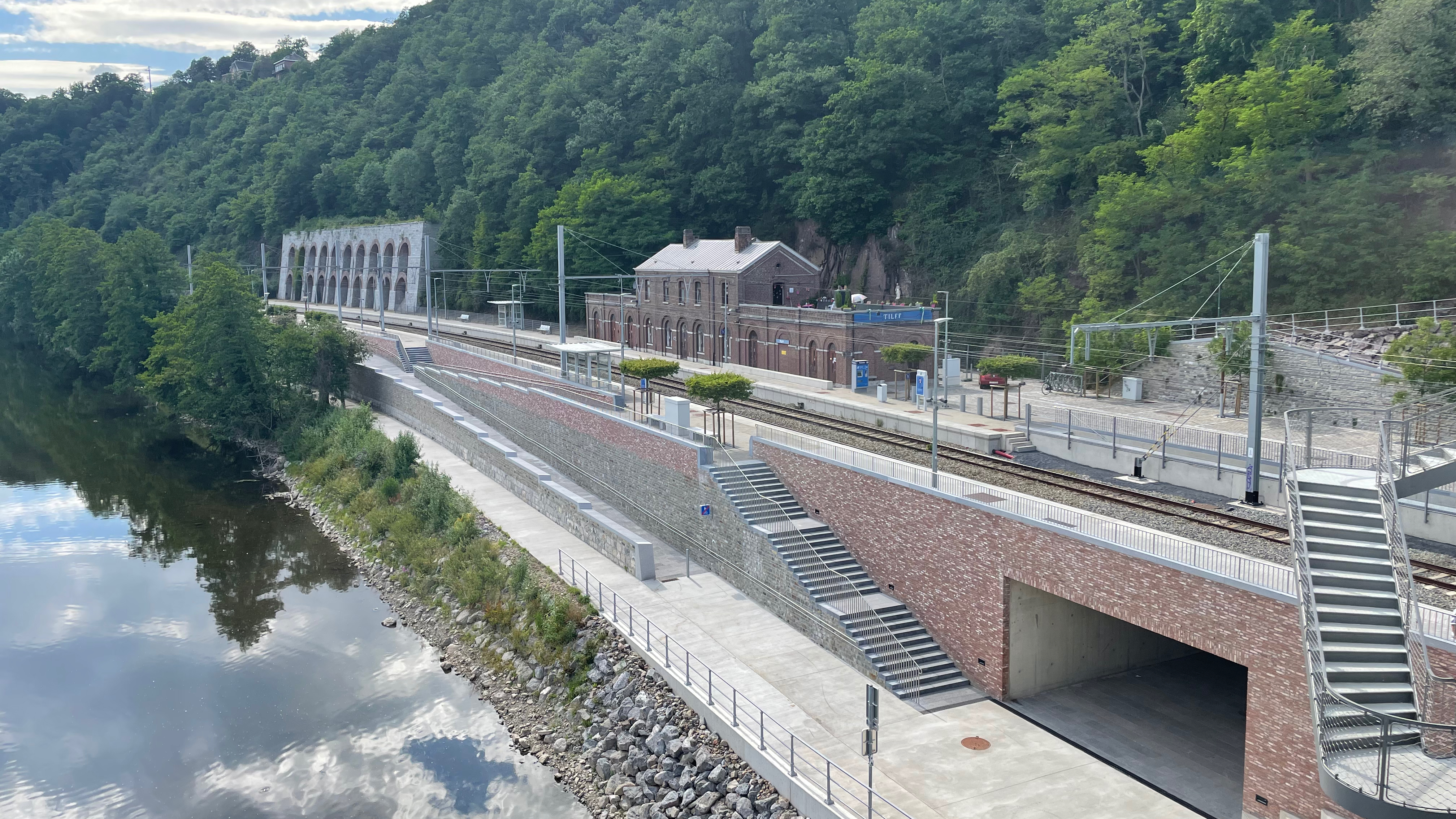
Het station
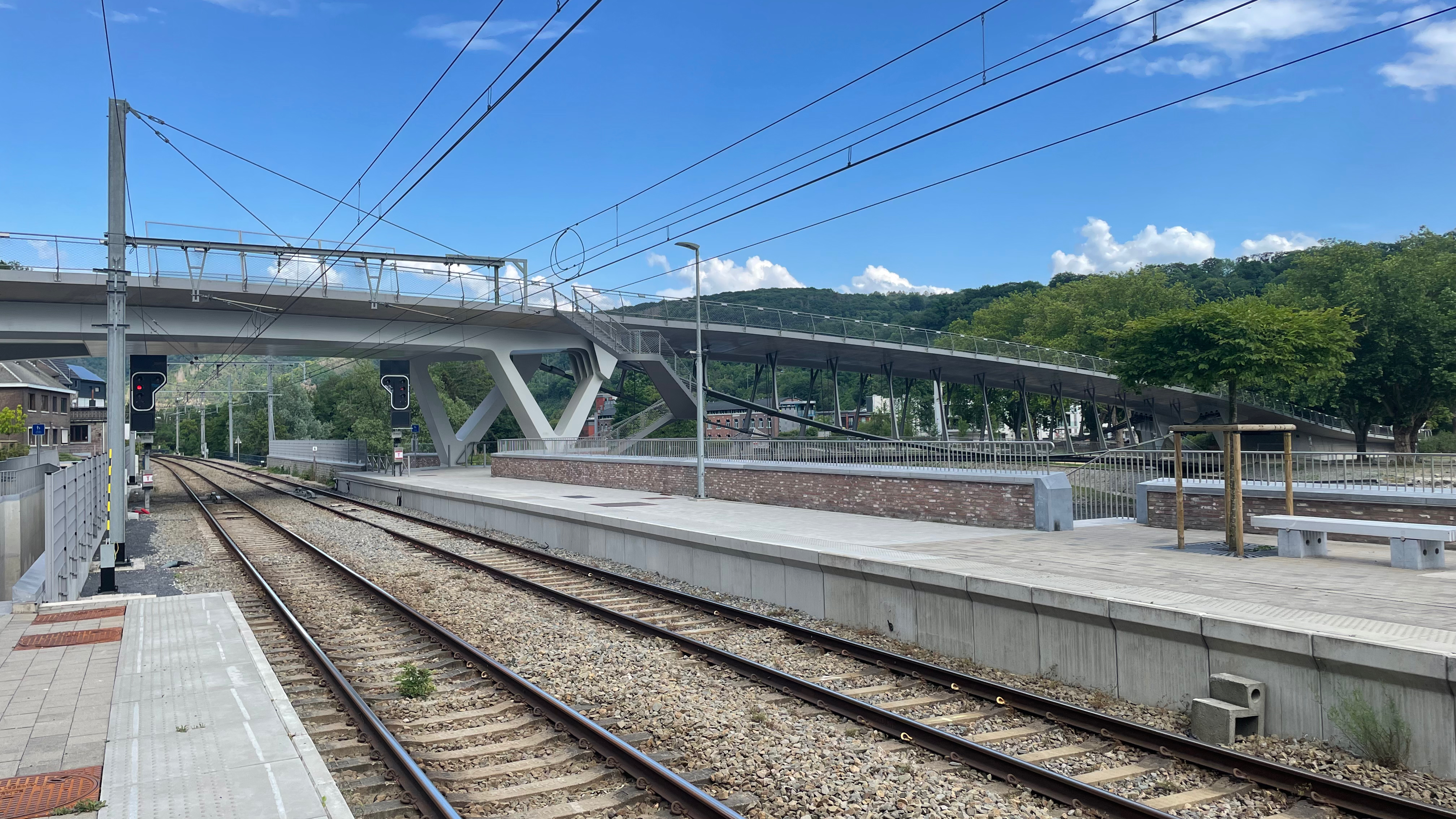
Brug over de sporen

## Reizigerstellingen
De grafiek en tabel geven het gemiddeld aantal instappende reizigers weer op een week-, zater- en zondag.
| Tabel: aantal instappende reizigers station Tilff | Tabel: aantal instappende reizigers station Tilff | Tabel: aantal instappende reizigers station Tilff | Tabel: aantal instappende reizigers station Tilff |
|                                                   | Weekdag                                           | Zaterdag                                          | Zondag                                            |
| ------------------------------------------------- | ------------------------------------------------- | ------------------------------------------------- | ------------------------------------------------- |
| 1977                                              | 214                                               | 63                                                | 47                                                |
| 1978                                              | 234                                               | 65                                                | 65                                                |
| 1979                                              | 262                                               | 57                                                | 62                                                |
| 1980                                              | 214                                               | 62                                                | 51                                                |
| 1981                                              | 257                                               | 65                                                | 26                                                |
| 1982                                              | 258                                               | 50                                                | 26                                                |
| 1983                                              | 309                                               | 88                                                | 43                                                |
| 1984                                              | 175                                               | 62                                                | 1                                                 |
| 1985                                              | 251                                               | 54                                                | 54                                                |
| 1986                                              | 194                                               | 47                                                | 27                                                |
| 1987                                              | 206                                               | 43                                                | 34                                                |
| 1988                                              | 228                                               | 54                                                | 28                                                |
| 1989                                              | 217                                               | 44                                                | 34                                                |
| 1990                                              | 122                                               | 38                                                | 34                                                |
| 1991                                              | 155                                               | 54                                                | 41                                                |
| 1992                                              | 123                                               | 47                                                | 37                                                |
| 1993                                              | 129                                               | 29                                                | 38                                                |
| 1994                                              | 120                                               | 44                                                | 25                                                |
| 1995                                              | 96                                                | 22                                                | 40                                                |
| 1996                                              | 99                                                | 24                                                | -                                                 |
| 1997                                              | 102                                               | 74                                                | -                                                 |
| 1998                                              | 103                                               | 30                                                | 36                                                |
| 1999                                              | 78                                                | 30                                                | 20                                                |
| 2000                                              | 158                                               | 68                                                | 46                                                |
| 2001                                              | 67                                                | 17                                                | 30                                                |
| 2002                                              | 77                                                | 18                                                | 34                                                |
| 2003                                              | 82                                                | 20                                                | 16                                                |
| 2004                                              | 84                                                | 35                                                | 38                                                |
| 2005                                              | 109                                               | 27                                                | 28                                                |
| 2006                                              | 121                                               | 36                                                | 46                                                |
| 2007                                              | 102                                               | 28                                                | 26                                                |
| 2008                                              | -                                                 | -                                                 | -                                                 |
| 2009                                              | 124                                               | 48                                                | 56                                                |
| 2010                                              | -                                                 | -                                                 | -                                                 |
| 2011                                              | -                                                 | -                                                 | -                                                 |
| 2012                                              | 139                                               | 50                                                | 49                                                |
| 2013                                              | 168                                               | 33                                                | 41                                                |
| 2014                                              | 148                                               | 56                                                | 41                                                |
| 2015                                              | 99                                                | 33                                                | 42                                                |
| 2016                                              | 94                                                | 50                                                | 31                                                |
| 2017                                              | 104                                               | 39                                                | 47                                                |
| 2018                                              | 100                                               | 23                                                | 34                                                |
| 2019                                              | 124                                               | 27                                                | 41                                                |
| 2020                                              | 80                                                | 34                                                | 29                                                |
| 2021                                              | -                                                 | -                                                 | -                                                 |
| 2022                                              | 229                                               | 84                                                | 79                                                |
| 2023                                              | 203                                               | 62                                                | 68                                                |
| 2024                                              | 284                                               | 87                                                | 83                                                |

0,0: Angleur ·
1,2: Streupas ·
2,7: Sauheid ·
4,7: Colonster ·
5,3: Sainval ·
6,9: Tilff ·
10,2: Méry ·
11,6: Hony ·
12,6: Esneux ·
14,2: Souverain-Pré ·
15,2: La Gombe ·
16,3: Poulseur ·
18,0: Chanxhe ·
20,1: Rivage ·
21,0: Comblain-au-Pont ·
23,4: Comblain-la-Tour ·
29,4: Hamoir ·
33,4: Sy ·
37,1: Bomal ·
40,4: Barvaux ·
44,2: Biron ·
49,9: Melreux-Hotton ·
54,0: Marenne ·
58,7: Marche-en-Famenne ·
62,0: Marloie